# Terrapene coahuila
Terrapene coahuila là một loài rùa trong họ Emydidae. Đây là loài đặc hữu của México.

## Hình ảnh

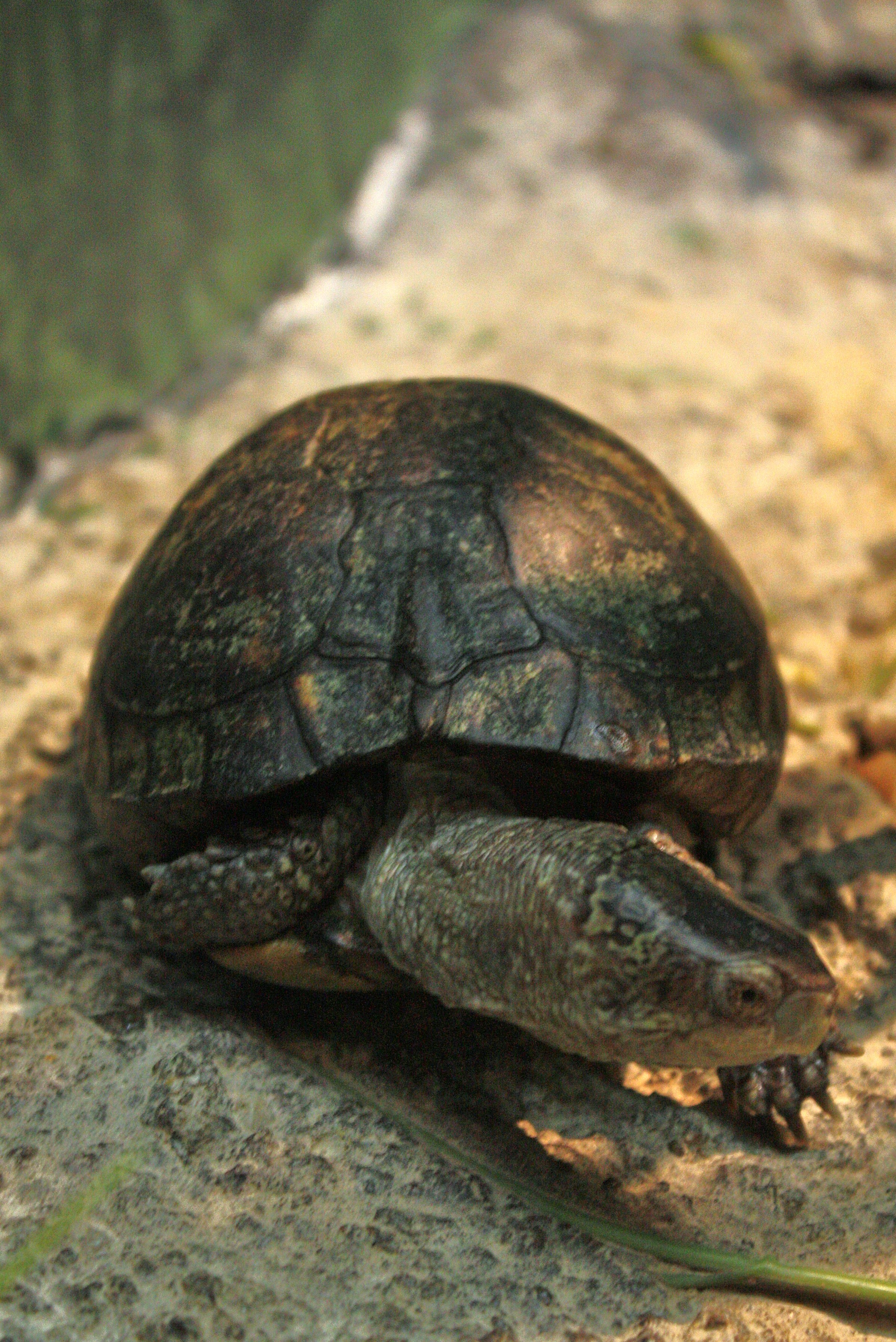